# ウルフガイ (ヤングチャンピオン版)
『ウルフガイ』は、脚本：田畑由秋、作監：余湖裕輝、作画：泉谷あゆみによる日本の漫画。『ヤングチャンピオン』（秋田書店）にて、2007年No.6から2012年No.5まで連載された。

## 概要
平井和正の小説『ウルフガイ』シリーズの漫画化作品で、副題に「狼の紋章」とあるように、シリーズ第1作『狼の紋章』（1971年）が原作となっている。この小説シリーズ自体が元は坂口尚作画による漫画『ウルフガイ』（講談社『ぼくらマガジン』連載、1970年 - 1971年）として世に出ており、再漫画化作品ともいえる。
大筋では小説と同じ内容であるが、舞台を現代（21世紀初頭）に変え、オリジナルキャラクターが登場し独自の展開を見せるなど、より過激になっている。また、小説第2作『狼の怨歌』や『アダルト・ウルフガイ』シリーズからもモチーフが取り入れられていて、ラストでは物語がさらに『狼の怨歌』に当たる内容へ展開していくことを示唆しつつ作品としては完結している。

## ストーリー
市立博徳学園中学の美人教師・青鹿晶子は居酒屋から酔っ払って1人で帰ろうとしていたところ、1人の少年とぶつかる。酒の勢いで少年に絡む青鹿。しかし、そこに不良グループが現れ、少年を襲撃する。青鹿はショックで気絶するが、気が付けばグループは壊滅しており、少年の姿は消えていた。翌日学校に出勤すると、そこにあの少年が現れる。

## 登場人物
犬神 明（いぬがみ あきら）
本作の主人公。博徳学園3年F組。幼少頃に両親を亡くし、アラスカの雪原で狼の群れと一冬生活したのち、叔母に引き取られている。なぜか不良に敵意を持たれ、そのたびに撃退する。本人の意思に反して周囲に不幸をもたらすために転校を繰り返してきた。その正体は満月が近づくと不死の力を発揮する人狼。
廃ホテルでの羽黒との対決後、死亡したかに思われたが、謎の組織によって回収され、観察室で覚醒する。
青鹿 晶子（あおしか あきこ）
美人教師。博徳学園3年F組担任。犬神明に好意を持つようになっていく。作中では何度も強姦されるなど、不遇のヒロインのような位置づけである。
犬神をおびき出す材料として羽黒によって拉致され、長時間にわたって凌辱された上、その様子を動画サイトにアップロードされる。
犬神の死によってPTSDとなり見かねた山本勝枝と神明の手引きで犬神が幼少期暮らしていたアラスカに移住し、オオカミの保護観察員となる。
羽黒 獰（はぐろ どう）
博徳学園の不良グループのリーダー。犬神明と同じ3年F組。暴力団「東名会」の幹部の息子。原作以上の「怪物」だが、犬神明によって精神的に壊され、殺意とともに人狼の力への羨望のまなざしを向けるようになる。
犬神の血を輸血された千葉の襲撃を退けることで立ち直り、犬神を己が倒すべき敵と認識する。
青鹿を拉致し、強姦の様子をネット上に流すことで犬神をおびき出そうとする。廃ホテルで犬神と対峙し、対千葉戦で人知を超えた怪物との戦い方を心得たため犬神の左腕を切断するなど犬神を窮地に追い込むが、自分が犬神に突き刺した日本刀で胸を貫かれ、絶命する。
小沼 竜子（こぬま りゅうこ）
羽黒獰の彼女で同じく3年F組。犬神明に関心を持つ。性的に奔放な性格。羽黒を精神的に追い詰めるほど、犬神に対して常軌を逸した恋愛感情を持つようになり、最終的には犬神を殺害しようとする。
原作と比べると攻撃的な性格に描かれており、終盤で殺人事件を起こして逮捕された（原作では羽黒死亡後の動向は不明）。
黒田（くろだ）兄弟
不良グループのメンバーである双子の兄弟。通称はクロ。外見は出っ歯で背は低い。見た目とは裏腹に残酷な性格。なお、原作では双子ではない。
黒田(弟)
羽黒と同じく3年F組。転入初日の犬神明をナイフで襲うが、つまずいて逆に自分を刺してしまう。入院後は昏睡状態に陥っていたが、羽黒によって生命維持装置を止められ死亡する。
黒田(兄)
EDにコンプレックスを感じている。弟を入院させた犬神明を痛めつけるが、無駄だった。後に犬神が弟を殺害したと勘違いし、羽黒から手に入れた銃器を携えて博徳学園で大量殺戮を実行するが、犬神に手榴弾を握らされ爆死する。
千葉（ちば）
不良グループのメンバーで3年F組。羽黒の父親から援助を受けているプロボクサーの兄がいる。原作には登場しないオリジナルキャラクター。
羽黒に従いながらも、不良グループのメンバーでは犬神の唯一の理解者でもある。
精神の壊れた羽黒にリンチされ、瀕死の重傷を負うが、犬神の血を輸血されることで驚異的な治癒能力と体力がもたらされて蘇生する。過激なリンチによって海馬が著しく損傷したため、蘇生後は人格が変わっており、羽黒に対する強い憎悪だけを持っていた。恨みを晴らすために怪物化して羽黒を襲うが、日本刀で首を切断され死亡する。
木村 紀子（きむら のりこ）
博徳学園生徒会副会長。控えめな性格。犬神明に片思いをしている。黒田(兄)による銃乱射事件後、転校先の奈良県で偶然犬神と再会する。
神 明（じん あきら）
戦場ルポライター。犬神明との接触を避けているため、その存在を知られていないが、その正体は同類の人狼。陰ながら犬神を見守り、犬神に近づこうとする青鹿の前にたびたび現れて助言を与える。
田所（たどころ）
青鹿晶子の同僚教師。青鹿が拉致された後、犬神とともに居場所の特定に奔走する。青鹿に対して密かに恋を抱いている。
山本 勝枝（やまもと かつえ）
犬神明の叔母。両親を亡くした犬神の後見人をしている資産家。物語終盤で青鹿の後見人になるなど、原作より青鹿に対して親身になっている。

## 書誌情報
- 原作：平井和正、脚本：田畑由秋、作監：余湖裕輝、作画：泉谷あゆみ 『ウルフガイ』 秋田書店〈ヤングチャンピオンコミックス〉、全12巻
  1. 2007年8月21日発売、ISBN 978-4-253-15051-4
  2. 2008年1月18日発売、ISBN 978-4-253-15052-1
  3. 2008年6月20日発売、ISBN 978-4-253-15053-8
  4. 2008年11月20日発売、ISBN 978-4-253-15054-5
  5. 2009年5月20日発売、ISBN 978-4-253-93230-1
  6. 2009年9月18日発売、ISBN 978-4-253-15056-9
  7. 2010年1月20日発売、ISBN 978-4-253-15057-6
  8. 2010年6月18日発売、ISBN 978-4-253-15058-3
  9. 2010年12月20日発売、ISBN 978-4-253-15059-0
  10. 2011年5月20日発売、ISBN 978-4-253-15060-6
  11. 2011年10月20日発売、ISBN 978-4-253-15063-7
  12. 2012年3月19日発売、ISBN 978-4-253-15064-4

単行本の奥付では、「狼の紋章」の副題はなく、代わりに「ウルフガイ・シリーズ」と付記されている。